# 154 (tal)

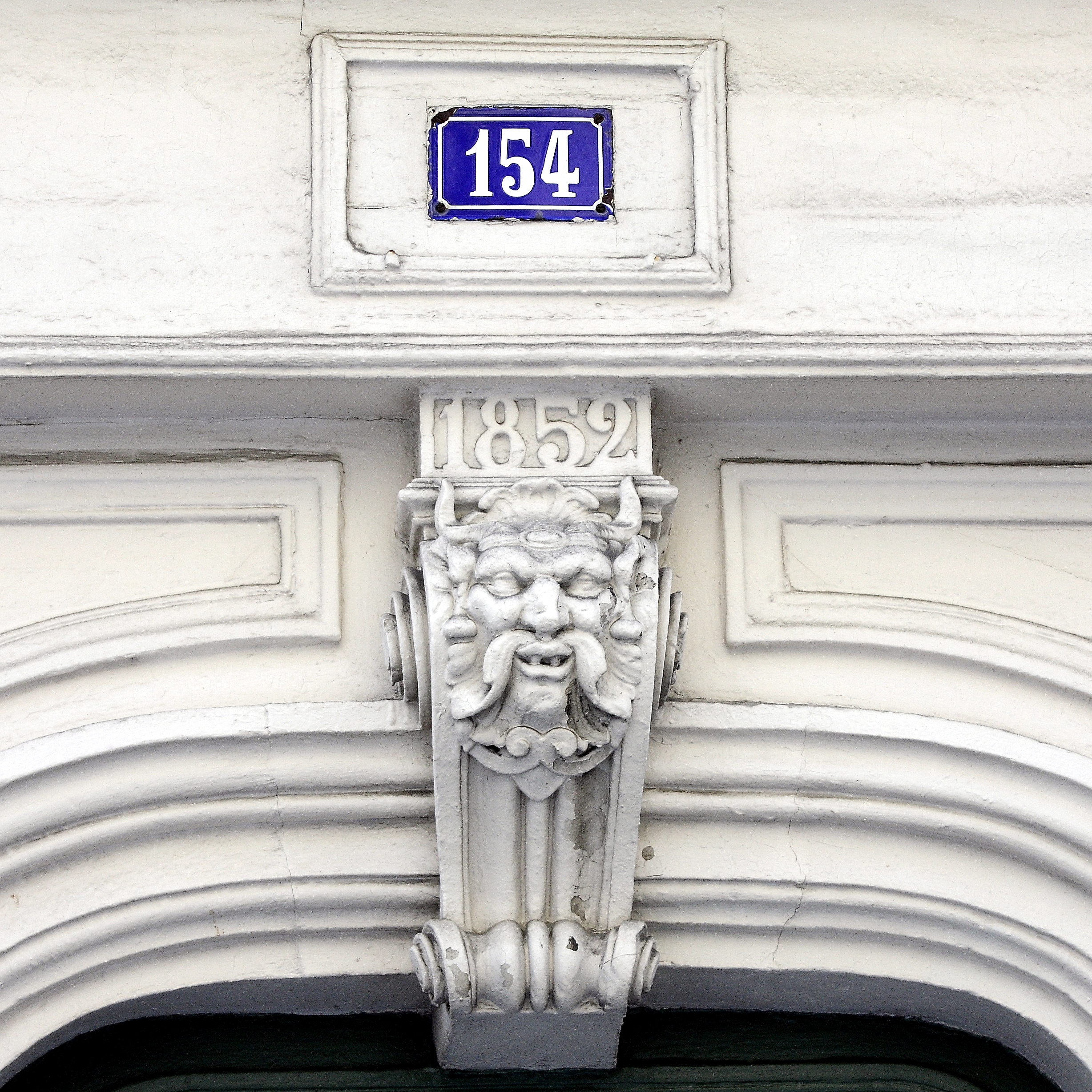
Husnummer 154.

154 är det naturliga talet som följer 153 och som följs av 155.

## Inom vetenskapen
- 154 Bertha, en asteroid

## Inom matematiken
- 154 är ett jämnt tal
- 154 är ett Nonagontal
- 154 är ett sfeniskt tal
- 154 och 153 utgör ett Ruth-Aaronpar